# 科爾基 (杜布羅維察區)
51°35′22″N 26°37′17″E / 51.58944°N 26.62139°E
科爾基（烏克蘭語：Колки），是烏克蘭西北部的村莊，隸屬里夫內州的薩爾內區。該村始建於1576年，面積1.24平方公里，海拔高度144米，2001年人口1,913，人口密度每平方公里1,542.7人。